# Hôtel de Biron
L'hôtel de Biron ou hôtel Peyrenc de Moras est un ancien hôtel particulier situé au 77, rue de Varenne dans le 7e arrondissement de Paris, en région Île-de-France.
Il est construit à partir de 1728 par l'architecte Jean Aubert pour le financier Abraham Peyrenc, marquis de Moras.
Il est loué à partir de 1736 à la princesse Louise-Bénédicte de Bourbon, duchesse du Maine, puis acheté en 1754 par le maréchal Louis Antoine de Gontaut-Biron.
Entre 1820 et 1905, il abrite la Société du Sacré-Cœur de Jésus, puis, devenu propriété de l’État, il est loué à de nombreuses personnalités du milieu artistique, notamment Jean Cocteau, Isadora Duncan et surtout le sculpteur Auguste Rodin.
Depuis 1919, l’hôtel est l’écrin d’un des deux sites du musée Rodin, conjointement à la villa des Brillants à Meudon.

## Situation
Situé non loin de l’hôtel de Matignon, au no 57 de la même rue, et de l’hôtel des Invalides.
Le site est desservi par la stations de métro Varenne et Saint-François-Xavier.

## Histoire

### L’hôtel Peyrenc de Moras

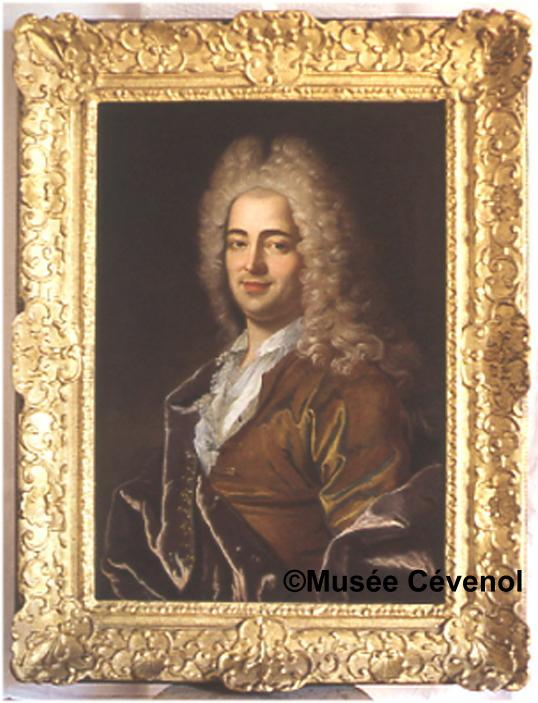
Le marquis de Moras.

Fortement enrichi sous la Régence, grâce au « système » du financier John Law de Lauriston, l’ancien perruquier Abraham Peyrenc, devient millionnaire à seulement 26 ans.
Afin de monter dans l’échelle sociale, il achète le marquisat de Moras, près de La Ferté-sous-Jouarre, à Marie-Angélique Frémyn de Moras, duchesse de Brancas (1676-1763), puis acquiert notamment les hôtels de Boullongne et Peyrenc de Moras, sis aux no 23 et no 25 de la prestigieuse place Vendôme.
La même année, il acquiert également de vastes terres marécageuses dans un quartier qui est alors encore désert et dont le seul bâtiment d’importance aux environs est l’hôtel des Invalides.
À partir de 1728, il engage l’architecte Jean Aubert pour la construction d’un vaste hôtel à la mesure de sa nouvelle position sociale, dont les plans sont réalisés par l’architecte Jacques V Gabriel. 
En 1731, le peintre François Lemoyne intervient pour réaliser les 8 panneaux peints en camaïeu du cabinet ovale représentant des jeux d’enfant, ainsi que deux dessus-de-porte représentant les aventures d’Ulysse, « L’arrivée d’Ulysse et Télémaque » et « Les ouvrages de Pénélope ».
Ayant fort peu profité de son hôtel, le marquis s’y éteint le 20 novembre 1732, laissant la propriété inachevée à son épouse et à leurs trois enfants.

### L’hôtel du Maine

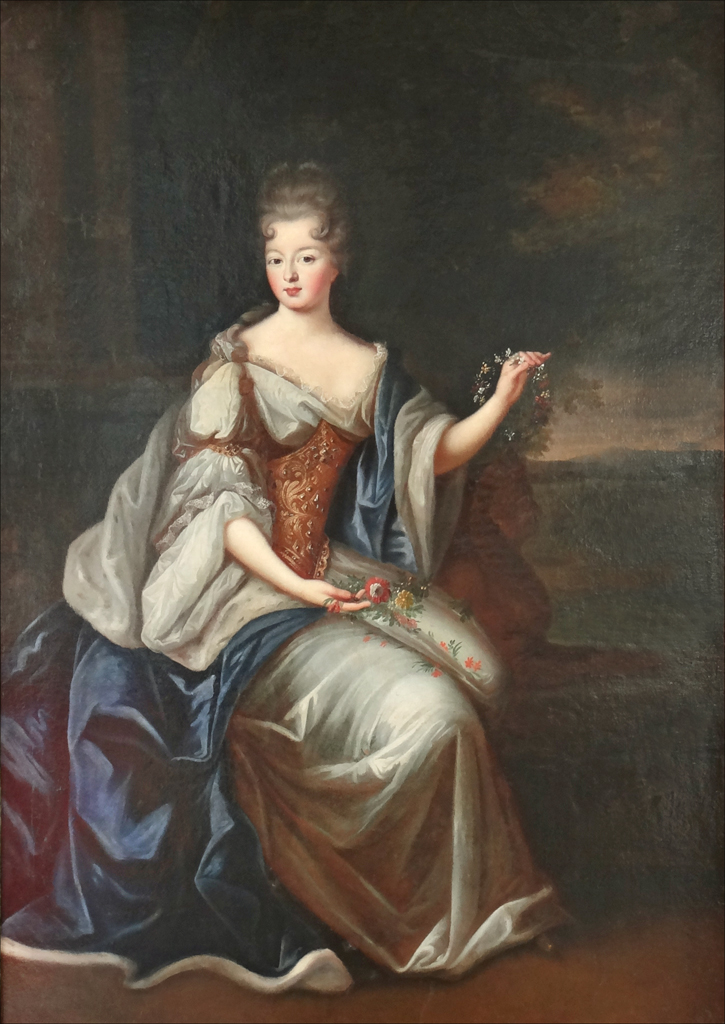
La duchesse du Maine.

Anne-Marie Josèphe de Fargès de Polisy, la veuve du marquis, loue l’hôtel à Louise-Bénédicte de Bourbon, duchesse du Maine, à partir du 1er août 1736. 
À la suite du décès de son mari, la duchesse ne peut plus assumer la gestion de toutes ses propriétés et est contrainte de se séparer de son château de Montrond, qu’elle abandonne aux habitants du village, mais également de vendre son château de Clagny, qu’elle fait alors rénover à grands frais, à son fils Louis-Auguste. Par exécution testamentaire de son défunt mari, elle est également obligée de quitter l’hôtel du Maine, sis rue de Bourbon, également au profit de son fils. 
Ce sont pour ces raisons qu’elle loue l’hôtel, dont le gros œuvre et les aménagements du rez-de-chaussée sont exécutés. Elle fait terminer les travaux de décoration du reste de l’édifice et n’en prend officiellement possession que le 10 janvier 1737. Elle fait également réaliser le Petit Hôtel, sis sur le même terrain, dès l’année suivante.
Pendant près de quinze ans, la duchesse y organise de nombreuses fêtes et y tient sa cour conjointement à son château de Sceaux.
Elle s’éteint dans l’hôtel le 23 janvier 1753.

### L’hôtel de Biron

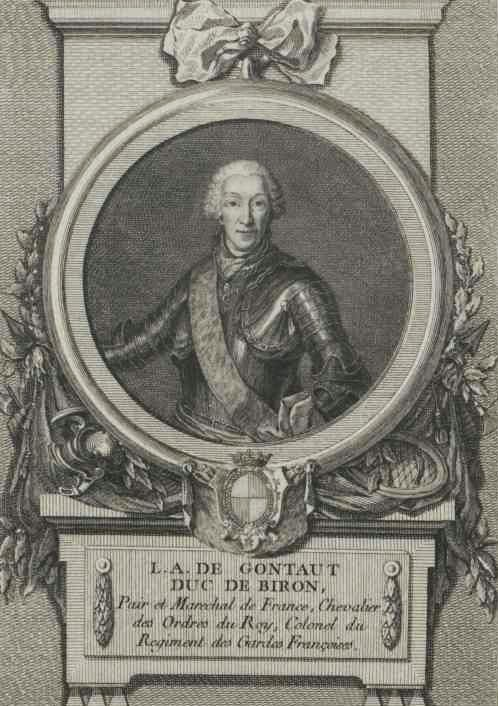
Le duc de Biron.

La propriété, qui est passée entre-temps, par héritage, à François-Marie Peyrenc de Moras, à la suite du décès de sa mère survenu en 1738, est d’emblée mise en vente et rapidement acquise, le 7 mai 1753, par le maréchal Louis-Antoine de Gontaut, 6e duc de Biron, pour la somme de 450 000 livres, payée pour partie en louis d’or. 
À partir de 1760, il acquiert de l’architecte Alexandre-Théodore Brongniart une parcelle le long de l’actuelle rue de Babylone, afin d’agrandir les jardins de l’hôtel, dont il y fait réaliser les aménagements, par le paysagiste Dominique-Madeleine Moisy et l’entrepreneur Gabriel-Joseph Ronsin. En 1781, un jardin anglo-chinois avec treillage, bosquets et pavillon chinois est exécuté. 
Le duc décède le 19 octobre 1788, sans postérité, et par testament, rédigé le 31 janvier 1788, il fait de son frère, Charles-Antoine de Gontaut-Biron, son légataire universel. Cependant la propriété de l’hôtel échoit à son épouse, Françoise Pauline de La Rochefoucauld, marquise de Severac, qu’il avait épousé 29 février 1740.
En 1789, la Révolution éclate et la duchesse continue à résider dans l’hôtel. Elle est guillotinée le 27 juin 1794. L’hôtel passe ensuite à son neveu, Armand-Joseph de Béthune-Sully, 5e duc de Charost, également propriétaire de l’hôtel de Charost.
À partir de 1797, ce dernier loue l’hôtel à un petit groupe d’hommes d’affaires et d'artistes qui y animent alors des bals et des spectacles. Le duc, devenu maire du 10e arrondissement de Paris en 1799, décède de la petite vérole le 27 octobre 1800.
Sa veuve, Henriette-Adélaïde-Josèphe du Bouchet de Sourches de Tourzel, loue l’hôtel au cardinal Giovanni Battista Caprara, nonce du pape Pie VII, de 1806 à 1808, puis à l’ambassade de Russie jusqu’en 1811. À partir de là, l’hôtel sombre en déshérence et, faute d’entretien, commence à se dégrader.

### La Société du Sacré-Cœur de Jésus
En 1820, la duchesse de Charost n’a alors plus le choix de se séparer de cet encombrante propriété devenue un véritable gouffre financier. Elle le cède le 5 septembre 1820, pour 365 000 francs, à Madeleine-Sophie Barat, fondatrice de la Société du Sacré-Cœur de Jésus, qui lorgnait sur le bâtiment depuis 1817, mais qui était trop cher pour elle à cette époque. Cette société est vouée à l'éducation des jeunes filles de l'aristocratie et de la haute bourgeoisie.

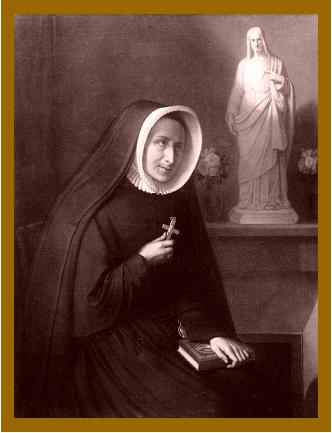
Madeleine-Sophie Barat.

Trop richement décorées à leur goût, les religieuses font retirer la plupart des peintures décoratives insérées dans les boiseries des pièces d'apparat, symboles des vanités du siècle, ainsi que la rampe de l’escalier d’honneur, qui sont remisées dans les communs de l’hôtel. L’ancien jardin anglo-chinois est alors transformé en prairie à l’anglaise, avec des allées sinueuses.
De 1830 à 1835, sur une partie de cette prairie, plusieurs bâtiments, dont un pensionnat, sont construits par l’architecte François-Hippolyte Destailleur, puis en 1876, c’est l’architecte Juste Lisch qui exécute une chapelle de style néo-gothique à l’angle de la rue de Varenne et du boulevard des Invalides, en lieu et place des anciennes écuries de l’hôtel.
En 1882, l’une des élèves est la fille du sculpteur Cyprian Godebski, Misia (1872-1950), successivement épouse Natanson puis Sert, qui est alors modèle de grands peintres et figure du milieu artistique et littéraire, surnommée « la reine de Paris ».
En 1905, dans le cadre de l'expulsion des congrégations, l'hôtel est confisqué par l'État. Totalement évacué en 1907 et inemployé, il tombe en déshérence.
En 1909, un projet de lotissement est engagé par M. Ménage, liquidateur, comprenant 45 lots de terrains à bâtir, ce qui entraînerait la disparition totale du vaste terrain. Classé en urgence à la demande de l’État, l’ensemble est finalement divisé en deux lots principaux, l’hôtel, ses communs et son jardin à la française et l’ancien pensionnat et ses dépendances.
Dès 1912, cet ancien pensionnat est d'emblée occupé par l'Éducation nationale, qui y installe ce qui est aujourd’hui le lycée Victor-Duruy.

### Le musée Rodin
Dès l’éviction des sœurs, en 1905, l’État loue l’hôtel et ses communs divisés en petits appartements à de nombreux artistes, dont Jean Cocteau, Henri Matisse, l'acteur Édouard de Max, l'école de danse d'Isadora Duncan et le sculpteur Auguste Rodin, qui s'y installe à partir de 1908, sur les conseils de son ami et secrétaire Rainer Maria Rilke.
En 1912, Jean Cocteau cite Rainer Maria Rilke dans Le discours d'Oxford : 

« J'avais loué pour une somme minime, une aile de cet hôtel de Biron où habitait Rodin, rue de Varenne. Cinq portes vitrées donnaient, en plein Paris, sur le parc féérique, abandonné par les bonnes soeurs, lors de la séparation de l'Eglise et de l'Etat. Le soir, à la fenêtre d'angle de l'hôtel, je voyais s'allumer une lampe. Cette lampe était celle de Rainer Maria Rilke. Il était le secrétaire de Rodin. Je ne devais connaître de lui que cette lampe qui aurait dû me servir de phare. Mais, hélas, c'est longtemps après que j'appris qui était Rilke, et il fallut encore bien des années pour que Rilke connût ma pièce Orphée, montée à Berlin par Reinhardt, et qu'il envoyât à madame Klossowska cette émouvante dépêche : "Dites à Jean Cocteau que je l'aime, lui le seul à qui s'ouvre le mythe dont il revient hâlé comme du bord de la mer". Lorsque Rilke mourut, il commençait à entreprendre la traduction d'Orphée. On imagine quelle était ma chance et ce que cette perte a été pour moi. »

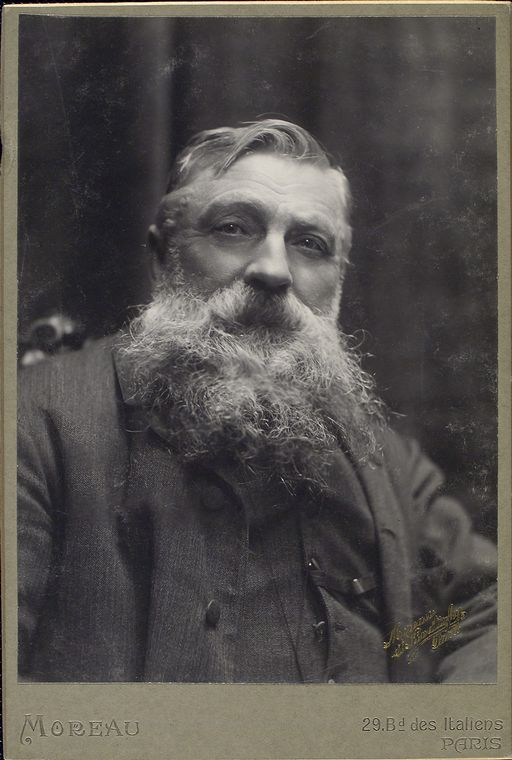
Auguste Rodin.

Dans son journal intime, l'abbé Arthur Mugnier, vicaire de Sainte-Clotilde, raconte une visite effectué pendant la guerre :

« Visité hier avec Cocteau, sa mère et la princesse Lucien Murat, les jardins de l'ancien Sacré-Cœur de la rue de Varenne. L'hôtel Biron dégagé, forme un tout, avec ses deux frontons, dont l'un regarde les jardins, avec une sculpture qui représente le couronnement de Flore. Tout pousse librement, les tilleuls tendent, sous la jeune verdure, des branches noires, les poussent en avant comme des candélabres. Les pommiers sont en fleurs, tout en fleurs blanches […]. Ce bois, ces allées envahies, c'est le Paradis-Paradou. Les oiseaux chantent. Tout ce cadre regrette-t-il les dames et leurs pensionnaires héraldiques ? Que de conversions ont dû fleurir en ces lieux ! Cocteau a habité ici et Isadora Duncan y a eu un atelier et surtout Rodin qui est en train de sculpter le nouveau pape. Rien de mélancolique comme ces maisons où la jeunesse a passé et ne reviendra pas. La République a pris cette grande propriété, comme elle a pris l'archevêché, comme elle a pris tant de choses. »

Alors qu'il est dans un état de délabrement total, d’où l’absence de chauffage et de sanitaires, l’État décide de mettre en vente le domaine durant l’été 1909, mais Rodin réussit à faire ralentir cette dernière et continue à y résider avec sa maîtresse la duchesse de Choiseul, qui s’occupe alors de sa correspondance en anglais, et reçoit journalistes, marchands d’art et collectionneurs dans les salons du rez-de-chaussée.
En octobre 1911, l’État décide finalement de conserver l’hôtel pour son propre usage, et demande alors à tous les locataires, y compris Rodin, de quitter les lieux.
En juillet 1912, c’est finalement Rodin seul qui est autorisé à rester dans l’hôtel, qu’il loue alors dans son intégralité. Parallèlement, l’État fait procéder à de grands travaux de rénovation qui ne seront malheureusement pas tous bénéfiques pour le bâtiment. À ce moment-là, une grande partie des communs sont rasés et seule la chapelle est conservée, ainsi que le pavillon d’entrée droit. Sont également démolies les ailes latérales de part et d’autre de la cour d’honneur, qui dorénavant n’existe plus.
Dès 1909, Rodin souhaite léguer l’intégralité de ses œuvres à l’État, sous réserve que ce dernier transforme l’hôtel en musée. Il est alors soutenu, entre autres, par Claude Monet, Octave Mirbeau, Raymond Poincaré, Georges Clemenceau, Étienne Clémentel. Après un vote du Parlement, ses donations sont officialisées le 24 décembre 1916 ; elles comprennent alors ses collections, photographies, archives, sculptures, dessins, droits patrimoniaux sur ses œuvres, meubles et objets personnels.
Auguste Rodin épouse Rose Beuret, son amour de toujours, le 29 janvier 1917, ils ont 77 et 73 ans. Malheureusement cette dernière décède d’une pneumonie seulement deux semaines après leur union. L’artiste, triste et affaibli, ne travaille plus, et meurt dans sa villa des Brillants de Meudon, le 17 novembre 1917.
Entre-temps, durant la fin de la Première Guerre mondiale, l'hôtel accueille une œuvre caritative qui vient au secours des familles touchées par le conflit, fondée par Isabelle Viviani.
En 1919, après quelques aménagements, l’hôtel reçoit l’ensemble des donations d’Auguste Rodin et est transformé en l’actuel musée Rodin.
En 1926, l’hôtel est classé et l’année suivante, est intégralement restauré et voit sa riche décoration, remisée pendant de longues années, revenir à sa place, à l’exception des huit peintures du salon ovale qui furent mis en vente par les sœurs.
En 2012, éprouvé par le temps, l’hôtel, qui reçoit environ 700 000 visiteurs par an, ferme ses portes pour une vaste campagne de rénovations, orchestrée par l’architecte en chef des monuments historiques Richard Duplat. À cette occasion, l’hôtel est mis aux normes, les planchers, affaissés par le poids de certaines œuvres, sont renforcés et une couleur de peinture est même créée spécialement pour l’hôtel, le « Biron Gray » du coloriste Farrow & Ball. Le coût total de cette rénovation s’élève à 16,5 millions d’euros, financé à 49 % par l’État, 12 % par la société Cantor et les 39 % restant par le musée lui-même.
Le musée rouvre ses portes le 12 novembre 2015.

## Anecdote
Une possible résidence présidentielle ?

« Charles de Gaulle se fût senti "chez lui" dans le triangle Invalides-École militaire-Val de Grâce, ou bien à Vincennes, où il rêva de s'installer (…). À l'hôtel de Biron, il aurait fallu y chasser Rodin, mais il jugeait « peu convenable » d'installer la République dans un bâtiment qu'elle avait volé aux dames du Sacré-Cœur. »

## Protection
L’hôtel, dans son intégralité, est classé aux monuments historiques par arrêté du 12 juin 1926. Le parc est également inscrit site naturel par arrêté du 6 août 1975.

## Galerie

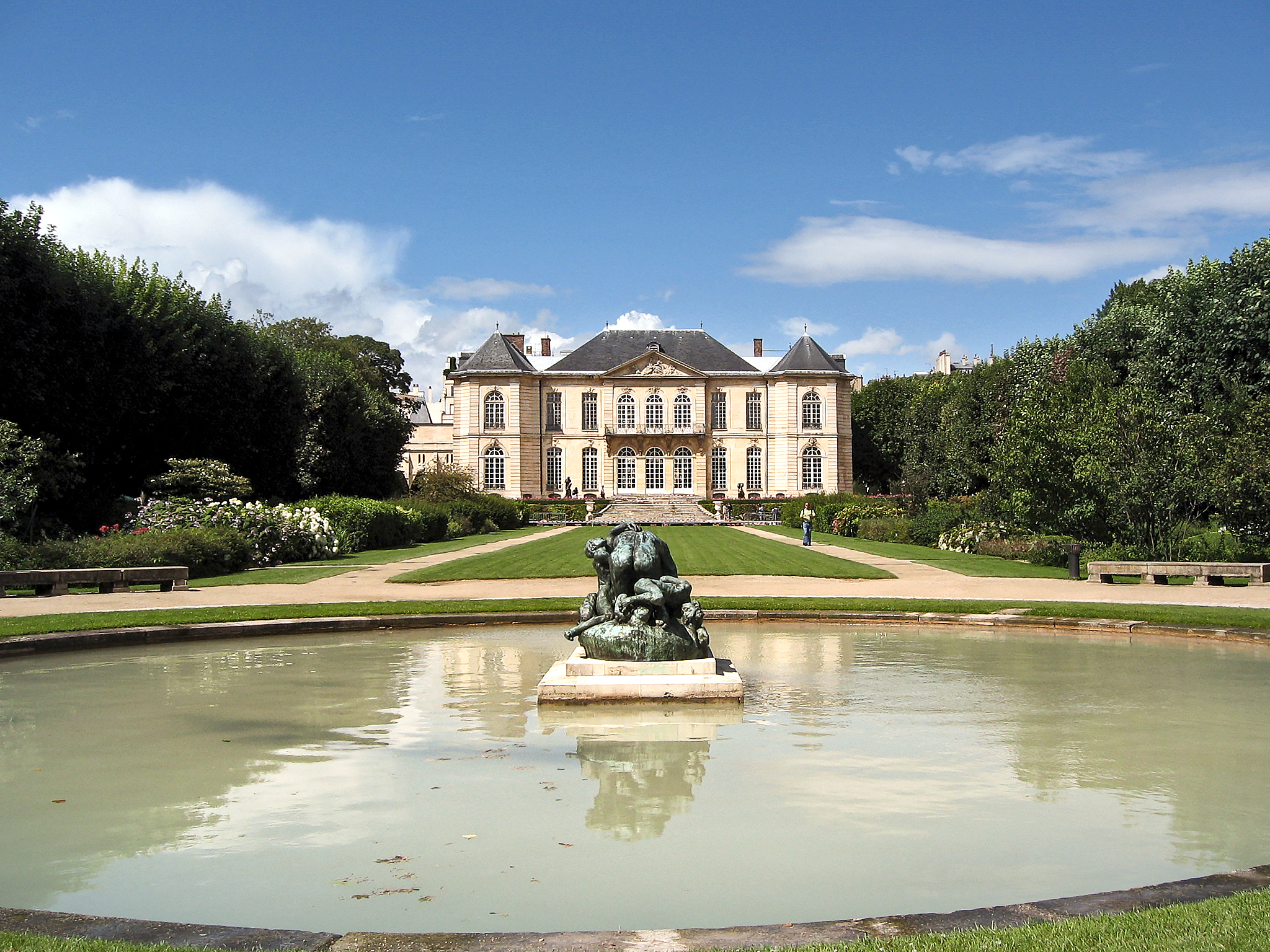
Hôtel Biron.
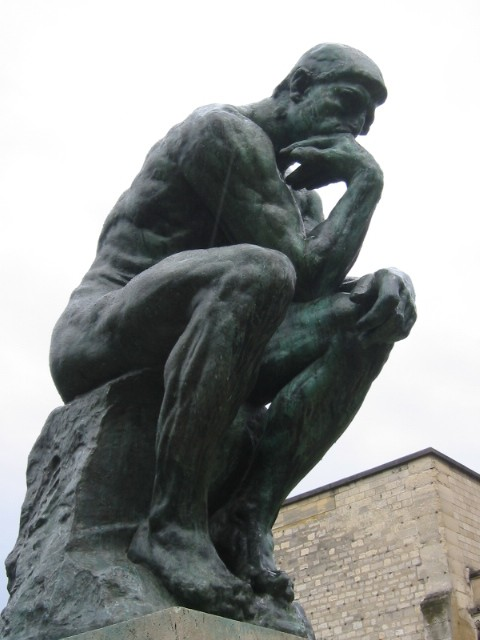
Le Penseur.
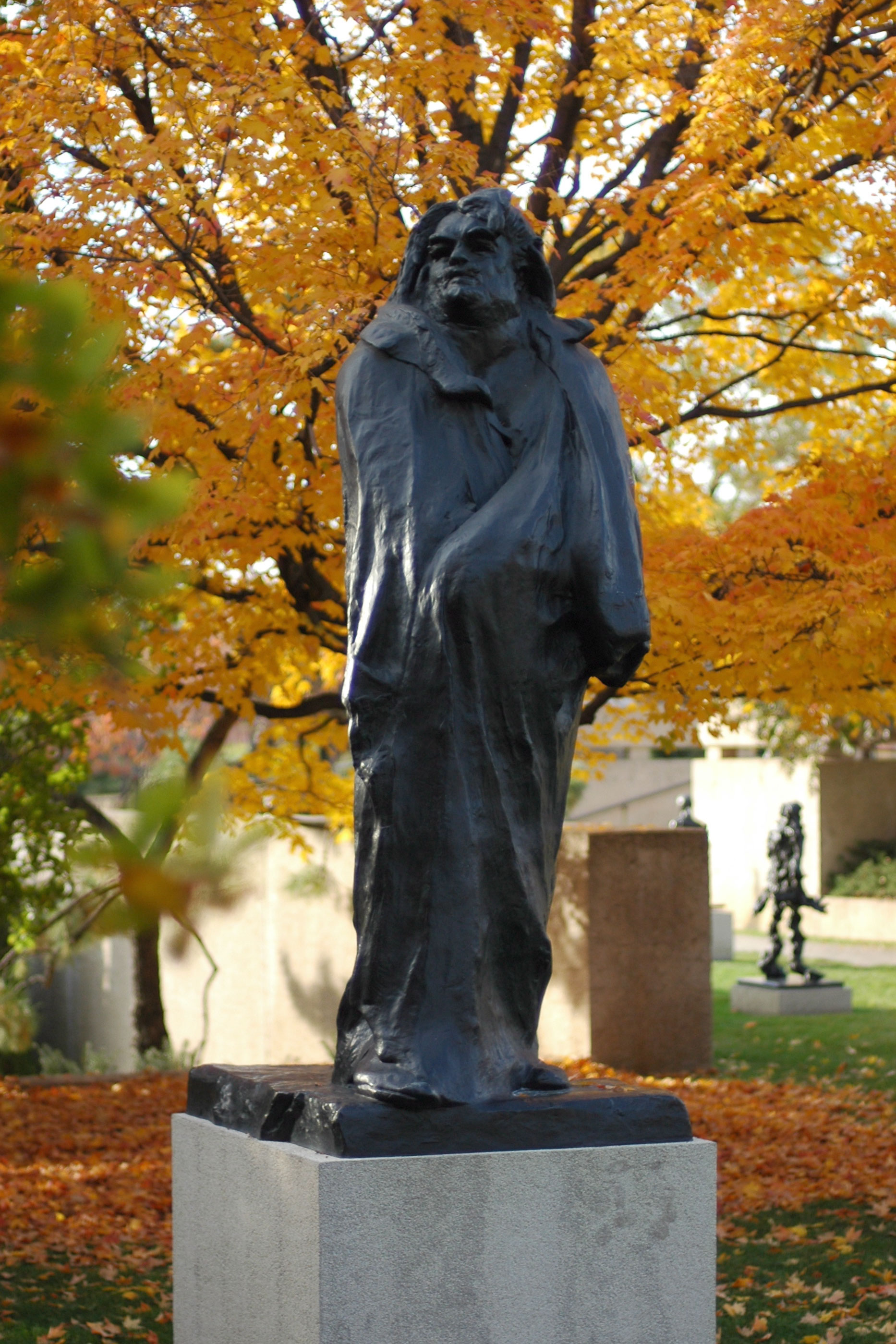
Monument à Balzac.
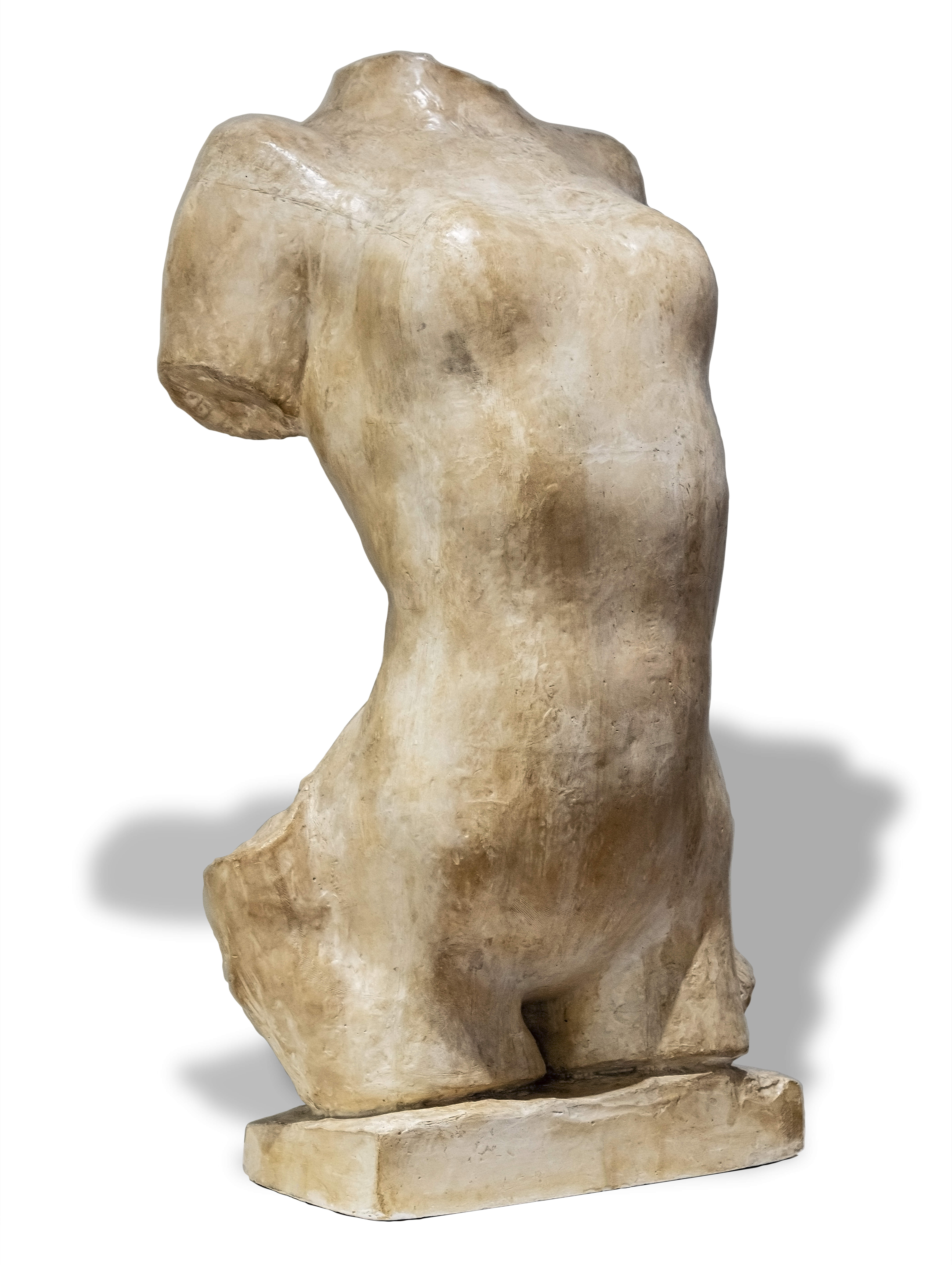
Torse de jeune femme, 1909.